# رفيع ليفي
رفيع ليفي (بالعبرية: רפי לוי‏) هو لاعب كرة قدم إسرائيلي في مركز الهجوم، ولد في 22 فبراير 1938 في إسرائيل، وتوفي بنفس المكان في 25 فبراير 2021. لعب مع اتحاد مكابي تل أبيب ‏.

## وصلات خارجية
- رفيع ليفي على موقع قاعدة بيانات كرة القدم.إي يو (الإنجليزية)
- رفيع ليفي على موقع ناشيونال فوتبول تيمز (الإنجليزية)